# Alex Meret
Alex Meret (Udine, 1997. március 22. –)  olasz utánpótlás válogatott labdarúgókapus, a Napoli kapusa.

## Pályafutása

### Udinese és SPAL
Az udinei születésű Alex Meret végigjárta a klub utánpótlás csapatait, majd a 2015-2016-os szezont megelőzően felkerült az Udinese Calcio első csapatának keretéhez, ahol Orésztisz Karnézisz mögött a csapat második számú kapusa lett. 2015. december 2-án, az Atalanta elleni Olasz Kupa mérkőzésen debütált a felnőttek között.
2016 júliusában a másodosztályú SPAL csapatához került kölcsönbe. 2016. augusztus 27-én, a Benevento elleni 2-0-ra megnyert bajnokin mutatkozott be a csapatban. A szezon folyamán 30 mérkőzésen védte a SPAL kapuját, amely megnyerte a Seria B küzdelmeit és feljutott az élvonalba.
A SPAL a következő szezonra is kölcsönvette őt, azonban sérülések miatt nem állhatott csapata rendelkezésére. Visszatérését követően az addig nagyszerű teljesítményt nyújtó Alfred Gomissal kellett megküzdeni a csapatba kerülésért. Az élvonalban végül 2018. január 20-án lépett pályára először az Internazionale elleni 1-1-es döntetlen alkalmával. Április közepén vállműtéten esett át, az idény során 13 bajnokin szerepelt.

### Napoli
2018 nyarán a Napoli szerződtette. A szezont megelőzően újabb sérülést szenvedett, így csak 2018. december 8-án játszhatott először új csapatában a Frosinone ellen 4-0-ra megnyert bajnokin. 2019. február 14-én a nemzetközi kupaporondon is bemutatkozhatott a Zürich elleni Európa-liga mérkőzésen.

### A válogatottban
2016-ban részt vett az U19-es Európa-bajnokságon, ahol a döntőig jutott csapatával, de ott vereséget szenvedtek a Kylian Mbappéval felálló franciáktól. Bekerült a torna All-Star csapatába is.
2017 márciusában Antonio Conte meghívta a felnőtt válogatott keretébe is.
2018. március 22-én az U21-es válogatottban védett a norvégok elleni barátságos mérkőzésen.
2024. június 6-án bekerült a 2024-es labdarúgó-Európa-bajnokságra utazó végleges keretbe.

## Statisztika

### Klubcsapatokban
2024. május 26-án frissítve.
| Klub           | Szezon   | Bajnokság | Bajnokság     | Bajnokság | Kupa          | Kupa | Nemzetközi    | Nemzetközi | Egyéb         | Egyéb | Összesen      | Összesen |
| Klub           | Szezon   | Bajnokság | Pályára lépés | Gól       | Pályára lépés | Gól  | Pályára lépés | Gól        | Pályára lépés | Gól   | Pályára lépés | Gól      |
| -------------- | -------- | --------- | ------------- | --------- | ------------- | ---- | ------------- | ---------- | ------------- | ----- | ------------- | -------- |
| Udinese Calcio | 2015–16  | Serie A   | 0             | 0         | 2             | 0    | —             | —          | —             | —     | 2             | 0        |
| SPAL           | 2016–17  | Serie B   | 30            | 0         | 2             | 0    | —             | —          | —             | —     | 32            | 0        |
| SPAL           | 2017–18  | Serie A   | 13            | 0         | 0             | 0    | —             | —          | —             | —     | 13            | 0        |
| SPAL           | Összesen | Összesen  | 43            | 0         | 2             | 0    | 0             | 0          | 0             | 0     | 45            | 0        |
| Napoli         | 2018–19  | Serie A   | 14            | 0         | 1             | 0    | 6             | 0          | —             | —     | 21            | 0        |
| Napoli         | 2019–20  | Serie A   | 22            | 0         | 1             | 0    | 6             | 0          | —             | —     | 29            | 0        |
| Napoli         | 2020–21  | Serie A   | 22            | 0         | 1             | 0    | 5             | 0          | 0             | 0     | 28            | 0        |
| Napoli         | 2021–22  | Serie A   | 7             | 0         | 1             | 0    | 7             | 0          | —             | —     | 15            | 0        |
| Napoli         | 2022–23  | Serie A   | 34            | 0         | 1             | 0    | 10            | 0          | —             | —     | 45            | 0        |
| Napoli         | 2023–24  | Serie A   | 31            | 0         | 0             | 0    | 8             | 0          | 0             | 0     | 39            | 0        |
| Napoli         | Összesen | Összesen  | 130           | 0         | 5             | 0    | 42            | 0          | 0             | 0     | 177           | 0        |
| Összesen       | Összesen | Összesen  | 173           | 0         | 9             | 0    | 42            | 0          | 0             | 0     | 224           | 0        |

## Sikerei, díjai

### Klub
- SPAL
  - Serie B: 2016–17[20]

- Napoli
  - Serie A: 2022–23[21]
  - Olasz kupa: 2019–20

### Válogatott
- Olaszország
  - Európa-bajnokság: 2020

### Egyéni
- Primavera Girone B, Az év kapusa: 2014–15
- Serie B, Az év kapusa: 2016–17
- U19-es labdarúgó-Európa-bajnokság, az All-Star csapat tagja: 2016[13]